# ルネ＝ルイ・ベール
ルネ＝ルイ・ベール（仏: René-Louis Baire, 1874年1月21日 - 1932年7月5日）は、フランスの数学者。ベールのカテゴリー定理で知られる。

## 略歴
ベールは仕立屋の3人の子供のうちの一人としてパリに生まれた。彼の学歴は奨学生としてリセ・ラカナル (en:Lycée Lakanal) に入学したことに始まった。1890年に高等クラスを修了すると、アンリ4世高校 (Lycée Henri-IV)の特別数学科へと進んだ。高等師範学校（エコール・ノルマル・シュペリウール）とエコール・ポリテクニークの入学試験に合格し、1891年エコール・ノルマル・シュペリウールへの進学を決意した。3年の学士課程を修了後、ベールはアグレガシオンの取得に挑むが、筆記では他の受験者を凌いでいたものの、口頭での説明能力と講義の明晰さの欠如から不合格となる。再受験の後アグレガシオンを取得し、バル＝ル＝デュックのリセで教職に就く。このときにベールは博士論文のための極限と不連続性の概念についての研究を行った。
1899年3月24日、彼は論文発表を行い博士号を取得する。ベールはフランス各地のリセで教育に携わるも、初等数学の授業に不満足を覚え、1901年にモンペリエ大学に准教授 (maître de conférences) として雇われる。1904年Peccot財団のフェローシップを受け、1セメスターをある大学で費やし、教授としての技術を磨くこととなった。ベールはコレージュ・ド・フランスを選び、そこで解析学の授業を受け持った。
1905年ディジョンの大学において理学部のポストに就く。1907年解析学の教授に昇任し、ディジョンにおいて解析学の研究を続けた。
1925年大学を退官し、余生をホテルで年金暮らしを送った。

## 数学への貢献
数学解析におけるベールの能力は、彼の名をヴィト・ヴォルテラやアンリ・ルベーグら他のビッグネームに匹敵する程に押し上げた。修士論文『Sur les fonctions de variable réelles（実変数関数において）』において集合論と解析学を融合させ、
ベールのカテゴリー定理に到達し、疎集合の定義を行った。さらに彼は連続性の概念を理解しそれを越え、幾つもの定理を証明した。ベールの他に重要な業績として、1905年に発表された『Théorie des nombres irrationels, des limites et de la continuité（無理数、極限、連続性の理論）』や、1907–08年に発表された『Leçons sur les théories générales de l’analyse（解析学の一般理論講義）』などがある。